# Casa vasca
Los centros vascos (en euskera: euskal etxeak o eusko etxeak, «casas vascas») son entidades asociativas que surgen a finales del siglo XIX en ciudades con importante presencia de emigrantes vascos, con el fin de ayudarse mutuamente, mantener vínculos con la cultura vasca y con su tierra de origen.

## Historia
Ya en los tiempos de la colonización de América surgieron instituciones vascas en Perú (Cofradía de Aránzazu), en México (Colegio de las Vizcaínas), etc. Pero fue a finales del siglo XIX, coincidiendo con la emigración masiva a América y la elección de nuevos destinos (la mayoría viajaba a Argentina y Uruguay), cuando se comienzan a gestar los centros vascos como los entendemos hoy día. No se conoce a ciencia cierta cuál fue el primer centro vasco que se creó en esa época, puede que el Centro Vasco de La Habana en 1868, aunque hasta ahora se sostenía que fue el Centro Vasco de  Montevideo, en 1876. Lo cierto es que se trató de un fenómeno muy extendido en toda América.
Posteriormente hubo otra oleada de emigración vasca con el exilio político de la posguerra española, lo que contribuyó a un renacimiento de los centros vascos, que acogieron a nuevos emigrantes que huían de la guerra civil a un exilio que, si bien creían iba a durar poco, en muchos casos fue de no retorno. Entre los países que recibieron más número de exiliados de la guerra civil española destacan Chile, Uruguay, México, Venezuela y, sobre todo, Argentina (gracias a las facilidades otorgadas en el Decreto aprobado por el presidente Ortiz).
En el País Vasco, una vez aprobada en el Parlamento Vasco la Ley 8/1994, de 27 de mayo, por la que se regulan las relaciones con las comunidades vascas del exterior, se dota a ese fenómeno de la base legal necesaria para que el Gobierno Vasco pueda intervenir en este campo.

## Objetivos
En este sentido, y a los efectos de la ley, se define a los centros vascos como entidades asociativas, fundacionales y de cualquier otra forma jurídica sin ánimo de lucro y legalmente constituidas fuera del territorio del País Vasco, que sean reconocidos por el Gobierno Vasco, y cuyos fines estatutarios y su actuación ordinaria se dirija a la consecución de los siguientes objetivos:
- Contribuir al fortalecimiento de las colectividades vascas y centros vascos, favoreciendo su cohesión interna y la eficacia de sus acciones asociativas.
- Conservar y potenciar los vínculos de las colectividades vascas y centros vascos con el País Vasco.
- Proyectar el reconocimiento de la realidad del País Vasco allá donde están ubicadas las colectividades vascas, promoviendo actividades de divulgación, impulso y desarrollo de la cultura y de la economía vasca.
- Favorecer las relaciones, especialmente sociales, culturales y económicas, con los distintos pueblos que cuentan con colectividades vascas, con sus instituciones y con sus distintos agentes sociales.
- Posibilitar, en el marco del ordenamiento jurídico y de las disponibilidades presupuestarias, la ayuda, asistencia y protección a los vascos residentes fuera del territorio del País Vasco.
- Facilitar el establecimiento de canales de comunicación entre los vascos residentes fuera del territorio del País Vasco y los poderes públicos de ésta.

La aprobación de la mencionada Ley en el Parlamento Vasco, sin ningún voto en contra, supuso el inicio de una nueva etapa de relación entre las colectividades del exterior y las instituciones públicas vascas.
Como consecuencia, en la Secretaría General de Acción Exterior, perteneciente a la Presidencia del Gobierno Vasco (Lehendakaritza), se creó una Dirección de Relaciones con las Colectividades Vascas, órgano desde el cual se vienen impulsando una serie de actuaciones y programas de cara a las colectividades del exterior, tales como: ayudas y subvenciones para los centros vascos; prestaciones económicas a las personas que se encuentran en situaciones de extrema necesidad y/o con contingencias sanitarias graves; becas de especialización de licenciados superiores en el ámbito de las colectividades vascas; periodos de estancia y formación en el País Vasco para jóvenes socios de los centros vascos (Gaztemundu); programas de recopilación de la memoria histórica de la emigración vasca, etc.
Desde la aprobación de la Ley en 1994 se han celebrado cada cuatro años, tal como establece el texto legal, 6 Congresos Mundiales de Colectividades Vascas: 1995, 1999, 2003, 2007, 2011 y 2015 (Vitoria), donde se reúnen tres representantes de cada uno de los 21 países donde están ubicados los 164 centros vascos reconocidos oficialmente por el Gobierno Vasco.